# Hieracium argothrix
Hieracium argothrix es una especie de planta con flor del género Hieracium, de la familia Asteraceae, orden Asterales.

## Distribución
Hieracium argothrix se distribuye por Francia e Italia.

## Taxonomía
Fue descrita científicamente por Näg. & Peter. Fue publicada en Hierac. Mitt.-Eur. 2: 303 (1889).